# 267-я стрелковая дивизия (2-го формирования)
267-я стрелковая дивизия — воинское соединение Вооружённых Сил СССР в Великой Отечественной войне

## История
Дивизия формировалась с 12 сентября 1942 по 9 ноября 1942 года в городе Серпухов. Боевую подготовку начала 5 октября 1942 года.
По директиве Генштаба от 09.11.1942 года должна была прибыть с 16.11.1942 по 19.11.1942 года на станцию Бутурлиновка. Дивизия отбыла из Серпухова лишь 14.11.1942, прибыла 22.11.1942 года, к 25.11.1942 сосредоточилась в районе Верхнего Мамона. В ночь на 12.12.1942 дивизия заняла рубеж на левом берегу Дона — напротив Дерезовки и восточнее неё. Ночью 13.12.1942 года была проведена силовая разведка 2-м стрелковым батальоном 848-го стрелкового полка в результате чего была взята важная высота на противоположном берегу Дона. С 16.12.1942 года дивизия наступает в ходе операции Малый Сатурн, продвинулась на два-три километра, овладела Дерезовкой и восточной окраиной Новой Калитвы. 17.12.1942 к 15 часам дивизия достигла села Дубовиково, 19.12.1942 вступила в Кантемировку.
22 декабря 1942 вела бой за балку Голая, 23.12.1942 дивизия уничтожила противника в районе Талы, 24.12.1942 дивизия занимала оборону на рубеже (иск.) балка Голая — Новомарковка, 26.12.1942 дивизия овладела районом Касьяновка — Холодный — Хрещеватый и передовыми отрядами заняла район Каськовка — Россоховатый, 27.12.1942 овладела районом Высочанов. 29.12.1942 дивизия вела бой на прежнем рубеже. 31 декабря 1942 года вышла на рубеж Новая Калитва — Миллерово.
C 14 января 1943 года в наступлении (нанося вспомогательный удар) в районе населённых пунктов Марковка, Ново-Россошь. В ночь на 21 января 1943 года вела оборонительные бои в Ново-Пскове, 24.01.1943 года вышла в район Шапарское, Алексеевка, Нещеретовка, 25 января 1943, продолжая выполнять поставленные задачи, вышла на рубеж Грицаевка, Струновка, Гайдуковка.
В феврале 1943 года участвовала в Ворошиловградской операции, 31 января 1943 освободила Сватово, 5 февраля 1943 года освободила город Изюм. Продолжая наступление 19.02.1943 года вышла к Магдалиновке в 100 километрах к западу Лозовой, 20.02.1943 вместе с 16-й танковой бригадой, уже будучи охваченной с тыла, атаковала Новомосковск с запада к 22-23 февраля 1943 года, в ходе контрудара вражеских войск в районе Харькова попала в окружение. Из окружения вышла и заняла оборонительные позиции на Северском Донце от посёлка Андреевка до Балаклеи.
В первые дни августа 1943 года дивизию направили в район Змиёва, где от села Задонецкое она имитировала наступление, отвлекая на себя силы противника. Затем дивизию вновь перебросили к Изюму, и с 16 августа 1943 года участвует в наступлении на противника. С 16 по 24 августа 1943 года августа дивизия сумела продвинуться всего на 12-15 км. Однако, операция позволила значительно расширить Изюмский плацдарм, оттянуть на себя крупные силы противника на Барвенковском направлении.
В декабре 1943 — январе 1944 года занимала оборону в районе Никополя на левом берегу Днепра, затем переброшена на побережье Сиваша, расположилась в селе Ново-Покровка, в 17 километрах от Сиваша.
14 марта 1944 года заменила части 263-й стрелковой дивизии на плацдарме на южном берегу Сиваша.
С 8 апреля 1944 года участвует в Крымской наступательной операции. 7-9 мая 1944 года участвует в освобождении Севастополя, штурмуя Сапун-гору. Приказом ВГК № 0102 от 24 апреля 1944 года «за отличные боевые действия при прорыве сильно укрепленной полосы обороны противника в межозерных дефиле на южном побережье Сиваша и проявленные при этом доблесть и мужество» ей было присвоено почетное наименование «Сивашская», а за участие в штурме Сапун-Горы и освобождение города Севастополь она была награждена орденом Красного Знамени (24 мая 1944).
27 мая 1944 года в Бахчисарае погрузилась в эшелоны, 10 июня 1944 года выгрузилась на станции Горностаевка, 17 июня 1944 совершила пеший марш в Гомель, снова была погружена в эшелоны и через Брянск, Вязьму, Ржев, Великие Луки доставлена в район Полоцка и снова пешим маршем проследовала в Литву.
22.07.1944 года в ходе Шяуляйской операции приняла участие в освобождении Паневежиса, а 27.07.1944 года в освобождении Шяуляя, затем была отведена во второй эшелон, после чего участвовала в боях неподалёку от Рижского залива, была переброшена на другой участок фронта, походной колонной форсированным маршем к 11 октября 1944 года вступила в Руцаву, где находилась до февраля 1945 года.
4 февраля 1945 года переброшена в район Приэкуле, с 20 февраля 1945 года в наступлении, взяла Приэкуле. До конца боевых действий вела ожесточённые (и безуспешные) бои по ликвидации курляндской группировки противника.

## Полное название
267-я стрелковая Сивашская Краснознамённая ордена Суворова дивизия

## Состав
- 844-й стрелковый полк
- 846-й стрелковый полк
- 848-й стрелковый полк
- 845-й артиллерийский полк
- 345-й отдельный истребительно-противотанковый дивизион
- 364-я отдельная разведывательная рота
- 560-й отдельный сапёрный батальон
- 740-й отдельный батальон связи (341-я отдельная рота связи)
- 308-й отдельный медико-санитарный батальон
- 373-я отдельная рота химической защиты
- 435-я автотранспортная рота
- 495-я полевая хлебопекарня
- 99-й дивизионный ветеринарный лазарет
- 962-я полевая почтовая станция
- 928-я полевая касса Государственного банка

## Подчинение
| Дата            | Фронт (округ)           | Армия             | Корпус (группа)                            | Примечания                              |
| --------------- | ----------------------- | ----------------- | ------------------------------------------ | --------------------------------------- |
| 01.10.1942 года | Московская зона обороны |                   |                                            |                                         |
| 01.11.1942 года | Московская зона обороны |                   |                                            |                                         |
| 01.12.1942 года | Воронежский фронт       | 6-я армия         | 15-й стрелковый корпус                     |                                         |
| 01.01.1943 года | Юго-Западный фронт      | 6-я армия         | 15-й стрелковый корпус                     | с 19.12.1942                            |
| 01.02.1943 года | Юго-Западный фронт      | 6-я армия         |                                            |                                         |
| 01.03.1943 года | Юго-Западный фронт      | 6-я армия         |                                            |                                         |
| 01.04.1943 года | Юго-Западный фронт      | 6-я армия         | 15-й стрелковый корпус                     |                                         |
| 01.05.1943 года | Юго-Западный фронт      | 6-я армия         | 34-й стрелковый корпус                     |                                         |
| 01.06.1943 года | Юго-Западный фронт      | 6-я армия         | 34-й стрелковый корпус                     |                                         |
| 01.07.1943 года | Юго-Западный фронт      | 6-я армия         | 34-й стрелковый корпус                     |                                         |
| 01.08.1943 года | Юго-Западный фронт      | 6-я армия         | 34-й стрелковый корпус                     |                                         |
| 01.09.1943 года | Юго-Западный фронт      | 6-я армия         | 4-й гвардейский стрелковый корпус          |                                         |
| 01.10.1943 года | Резерв Ставки ВГК       | 58-я армия        | 94-й стрелковый корпус                     |                                         |
| 01.11.1943 года | 4-й Украинский фронт    | 28-я армия        | 67-й стрелковый корпус                     |                                         |
| 01.12.1943 года | 4-й Украинский фронт    | 5-я ударная армия | 63-й стрелковый корпус (2-го формирования) |                                         |
| 01.01.1944 года | 4-й Украинский фронт    | 5-я ударная армия | 63-й стрелковый корпус (2-го формирования) |                                         |
| 01.02.1944 года | Резерв Ставка ВГК       | 69-я армия        | 63-й стрелковый корпус (2-го формирования) |                                         |
| 01.03.1944 года | 4-й Украинский фронт    | 51-я армия        | 63-й стрелковый корпус (2-го формирования) |                                         |
| 01.04.1944 года | 4-й Украинский фронт    | 51-я армия        | 63-й стрелковый корпус (2-го формирования) |                                         |
| 01.05.1944 года | 4-й Украинский фронт    | 51-я армия        | 63-й стрелковый корпус (2-го формирования) |                                         |
| 01.06.1944 года | Резерв Ставки ВГК       | 51-я армия        | 63-й стрелковый корпус (2-го формирования) |                                         |
| 01.07.1944 года | 1-й Прибалтийский фронт | 51-я армия        | 63-й стрелковый корпус (2-го формирования) |                                         |
| 01.08.1944 года | 1-й Прибалтийский фронт | 51-я армия        | 63-й стрелковый корпус (2-го формирования) |                                         |
| 01.09.1944 года | 1-й Прибалтийский фронт | 51-я армия        | 1-й гвардейский стрелковый корпус          |                                         |
| 01.10.1944 года | 1-й Прибалтийский фронт | 51-я армия        | 1-й гвардейский стрелковый корпус          |                                         |
| 01.11.1944 года | 1-й Прибалтийский фронт | 51-я армия        | 1-й гвардейский стрелковый корпус          |                                         |
| 01.12.1944 года | 1-й Прибалтийский фронт | 51-я армия        | 1-й гвардейский стрелковый корпус          |                                         |
| 01.01.1945 года | 1-й Прибалтийский фронт | 51-я армия        | 1-й гвардейский стрелковый корпус          |                                         |
| 01.02.1945 года | 1-й Прибалтийский фронт | 51-я армия        | 1-й гвардейский стрелковый корпус          | с 02.02.1945 во 2-й Прибалтийский фронт |
| 01.03.1945 года | 2-й Прибалтийский фронт | 51-я армия        | 1-й гвардейский стрелковый корпус          |                                         |
| 01.04.1945 года | 2-й Прибалтийский фронт | 51-я армия        | 1-й гвардейский стрелковый корпус          |                                         |
| 01.05.1945 года | 2-й Прибалтийский фронт | 51-я армия        | 1-й гвардейский стрелковый корпус          |                                         |

## Командование

### Командиры
- Кудряшов, Андрей Кузьмич (12.09.1942 — 17.12.1942), полковник (погиб в бою, останки найдены 28.04.2007 года в селе Верхний Мамон)
- Герасимов, Виктор Александрович (18.12.1942 — 15.03.1943), полковник
- Морозов, Павел Васильевич (16.03.1943 — 23.03.1943), полковник
- Толстов, Архип Иванович (24.03.1943 — 31.08.1944), полковник, с 03.06.1944 генерал-майор
- Шеин, Константин Фёдорович (03.09.1944 — 13.02.1945), полковник
- Мищенко, Николай Михайлович (14.02.1945 — 09.05.1945), генерал-майор

### Заместители командира
- Кузин, Андриан Тимофеевич (??.10.1942 — ??.12.1942), полковник

### Начальники штаба
- Морозов, Павел Васильевич (??.09.1942 — 15.03.1943), полковник

.

## Награды и наименования
| Награда (наименование)            | Дата                | За что награждена |
| --------------------------------- | ------------------- | --- |
| Почётное наименование «Сивашская» | 24 апреля 1944 года | Присвоено Приказом Верховного Главнокомандующего № 0102 от 24 апреля 1944 года, за отличие в боях при прорыве сильно укреплённой полосы обороны противника в межозерных дефиле на южном побережье Сиваша и проявленные при этом доблесть и мужество. |
| Орден Красного Знамени            | 24 мая 1944 года    | награждена указом Президиума Верховного Совета СССР от 24 мая 1944 года за образцовое выполнение заданий командования в боях за освобождение города Севастополя и проявленные при этом доблесть и мужество.                                          |
| Орден Суворова II степени         | 9 августа 1944 года | награждена указом Президиума Верховного Совета СССР от 9 августа 1944 года за образцовое выполнение заданий командования в боях с немецкими захватчиками, за овладение городом Паневежис (Поневеж) и проявленные при этом доблесть и мужество.       |

Награды частей дивизии:
- 844-й стрелковый Поневежский полк
- 846-й стрелковый Шавлинский полк
- 848-й стрелковый Краснознамённый[3] полк
- 845-й артиллерийский Краснознаменный[4] полк

## Отличившиеся воины дивизии
- Батурин, Алексей Георгиевич, старшина, помощник командира взвода управления батареи 845 артиллерийского полка.[5]
- Глухов, Иван Тихонович, старшина роты 848-го стрелкового полка, старший сержант. Герой Советского Союза. Награждён 24.03.1945 года за отличие в боях при освобождении Севастополя. Взял на себя командование взводом, «подавил» три вражеских дзота.
- Гридасов, Дмитрий Тихонович, пулемётчик 846-го стрелкового полка, рядовой. Герой Советского Союза. Награждён 24.03.1945 года за отличие в боях при освобождении Крыма 08 и 13-14.04.1944 года.
- Липачёв, Пётр Павлович, командир 848-го стрелкового полка, подполковник. Герой Советского Союза. Награждён 24.03.1945 года за отличие в боях при освобождении Севастополя. Полк одним из первых частей армии ворвался в Севастополь и уничтожил большое количество живой силы и техники врага.
- Орлов, Михаил Егорович, командир пулемётного расчёта 848-го стрелкового полка, старшина. Награждён посмертно 24.03.1945 года за отличие в боях при освобождении Севастополя.
- Ситников, Пётр Филиппович, командир взвода автоматчиков 846-го стрелкового полка, лейтенант.
- Фёдоров, Николай Дмитриевич, командир пулемётного расчёта 848-го стрелкового полка, старший сержант.
- Цуканов, Алексей Алексеевич. Стрелок 846-го стрелкового полка, красноармеец. Награждён в составе дивизии: 23.05.1944 года за бои по освобождению Севастополя — 3-ю степенью ордена Славы. В последующем, сражаясь в составе 510 стрелкового полка 154 стрелковой дивизии, стал полным кавалером ордена Славы.
- Яцуненко, Иван Карпович, стрелок 844-го стрелкового полка 267-й стрелковой дивизии 51-й армии 4-го Украинского фронта, красноармеец. Герой Советского Союза. Награждён в 1954 году за отличие в боях при освобождении Севастополя. Одним из первых ворвался на Сапун-гору. Почти у самой вершины он принял Красный Флаг из рук раненого парторга роты. Красноармеец Яцуненко И. К. одновременно с бойцами Дробяско и Бабажановым водрузил штурмовое Знамя на вершине Сапун-горы. Интересно, что в тот момент, когда Яцуненко брал знамя, он услышал сзади «Правильно, сынок! Неси дальше». Оказалось, что за ним в атаку шёл отец Яцуненко К. А. Красноармеец Яцуненко И. К. считался погибшим при штурме и его фамилия высечена на памятнике, установленном на Сапун-горе.
- Ашманов, Иван Фёдорович, дважды краснознамёнец (1920, 1922), командир стрелкового батальона 846-го стрелкового полка, пропал без вести в 1943 году.
- Грязев, Иван Андреевич, командир взвода 846-го стрелкового полка, лейтенант. Закрыл своим телом амбразуру вражеского дзота. 24.05.1945 года награждён орденом Отечественной войны 1-й степени (посмертно).

## Память
- Ветераны 267-й стрелковой дивизии встречаются ежегодно. Место и время встречи: Москва, у входа в Музей р. И. Ленина, 9 Мая, в 12 часов дня.